# گمینا تسگوئوف
گمینا تسگوئوف (به لهستانی:  Gmina Cegłów) یک گمینا در لهستان است که در شهرستان مینسک واقع شده‌است. گمینا تسگوئوف ۹۵٫۷۴ کیلومتر مربع مساحت و ۶٬۱۸۰ نفر جمعیت دارد.